# 大隅勇太
大隅 勇太（おおすみ ゆうた、1995年2月9日 - ）は、日本の俳優。北海道出身。現在フリーで活動。

## 経歴
アクターズスタジオ北海道本部スターゲート校出身。
北海道にいるときはダンスボーカルユニット「TRAPS」兼「GLoooW」に所属。
2017年1月よりダンス＆ボーカルグループ『DRESS_No.』の一員として活動。2018年1月20日に活動休止を発表。
2017年7月より男性演劇集団、劇団番町ボーイズ☆に正式加入。2020年4月30日をもって卒業。
2017年7月よりミュージカル・テニスの王子様3rdシーズンにて柳生比呂士役として出演。
2018年1月29日よりダンスボーカルグループ『XOX』に加入。振り付けやライブ構成を手掛けるなど中心メンバーとして活躍。2020年3月に卒業した。
2021年8月ミュージカル「王家の紋章」に出演。
2025年3月末、株式会社ケテルを円満退所し、現在フリーで活動。

## 人物
特技はサッカー、ビーチフラッグ、蹴り、ダンス、歌、スキーとスノーボード。
小学生の時日韓ワールドカップをきっかけにサッカーに打ち込む。いくつかの高校からサッカー特待生としてスカウトを受け、部の雰囲気に惹かれた道内の学校へ進学。3年時は部長を務める。好きな背番号は７番（中田 英寿やベッカムが特に好きだった）。
得意科目は全科目。高校3年間テストで学年1位を取り続けた。
コンタクトレンズを入れるのが苦手で人に入れてもらっていたが、段々自分で入れられるようになった。
好きな食べ物はちぎりぱん。
うたかたのオペラ稽古中より本格的に料理にハマり日課となった。 2023年10月に料理イベント『OSUMI KITCHEN』を開催。

## 出演

### 舞台
- ミュージカル『テニスの王子様』3rdシーズン（2017年 - 2020年）- 柳生比呂士 役[11][12]
  - 青学vs立海（2017年7月14日 - 10月1日、TOKYO DOME CITY HALL 他）
  - 青学vs比嘉（2017年12月21日 - 2018年2月18日、TOKYO DOME CITY HALL 他）
  - TEAM Party RIKKAI（2018年4月5日 - 8日、日本青年館）
  - Dream Live 2018（2018年5月5日 - 6日、神戸ワールド記念ホール / 5月19日 - 20日、横浜アリーナ）
  - テニミュ文化祭（2018年11月23日 - 24日、池袋・サンシャインシティ ワールドインポートマートビル４階 展示ホールA）
  - 全国大会 青学vs立海 前編（2019年7月11日 - 9月29日、TOKYO DOME CITY HALL 他）
  - 秋の大運動会 2019（2019年10月8日 - 9日、横浜アリーナ）
  - 全国大会 青学vs立海 後編（2019年12月19日 - 2020年2月16日、TOKYO DOME CITY HALL 他）
  - Thank-you Festival 2020（2020年2月26日 - 3月1日、カルッツかわさき ホール）※本人として登壇[13]
  - Dream Live 2020（2020年5月22日 - 24日、大阪城ホール / 5月29日 - 31日、ぴあアリーナMM）→新型コロナウイルス感染防止のため全公演中止
- 劇団番町ボーイズ☆第10回本公演 舞台「クローズZERO」（2017年11月30日 - 12月3日、CBGKシブゲキ!!） - ゲスト 出演[14]
- 劇団番町ボーイズ☆第12回本公演「さらば、ゴールドマウンテン」（2018年8月22日 - 26日、中野ザ・ポケット） - 億田 役[15]
- ミュージカル「夢幻泡影」～第一部 夢～（2019年10月30日 - 11月3日、新宿村LIVE） - 主演・木村ひなた 役[16]
- 朗読劇「Astrologhias！～mythos１～」（2020年3月13日 - 15日、科学技術館 サイエンスホール） - アクエリアス（水瓶座） 役 →全公演中止
- 舞台「真・三國無双 ～赤壁の戦いIF～」（2020年8月20日 - 24日、日本青年館ホール） - 趙雲 役
- 舞台「SERVAMP-サーヴァンプ-」（2020年11月27日 - 12月26日、こくみん共済 coop ホール／スペース・ゼロ 他） - ロウレス（ハイド） 役
- 舞台「錦田警部はどろぼうがお好き」（2021年3月11日 - 21日、品川プリンスホテル クラブeX） - 緑島栄助 役
- 青山オペレッタ THE STAGE - 櫻井ノエ 役
  - 青山オペレッタ THE STAGE ～ノーヴァ・ステラ／新しい星～（2021年4月22日 - 25日、渋谷区文化総合センター大和田 さくらホール）[17] 劇中劇『十二夜』- アンドルー 役
  - 青山オペレッタ THE STAGE ～ルーナ・ピエナ / 満ちる月～（2021年10月9日 - 12日、渋谷区文化総合センター大和田 さくらホール） [18] 劇中劇『ナブッコ』 - アブダッロ 役
  - 青山オペレッタ THE STAGE スペシャル・レヴューショー！（2022年10月28日 ‐ 31日、シアター1010）
  - 青山オペレッタ ファンフェスタ2023（2023年5月21日、日経ホール）
  - 青山オペレッタ THE STAGE 〜ストーリア・パラッレーラ・ウノ〜（2023年10月4日 - 8日、シアター1010）[19] 劇中劇『オルペウスとエウリュディケー』 - オルペウス 役
  - 青山オペレッタ THE STAGE ～メッザ・ルーナ／光と影～ (2024年3月28日 - 31日、シアター1010)
- ミュージカル「王家の紋章」（2021年8月5日 - 28日、帝国劇場 / 9月4日 - 26日、博多座） - ウナス 役（Wキャスト）[20]
- 「僕のヒーローアカデミア」The“Ultra”Stage - 荼毘 役
  - 本物の英雄(ヒーロー)　PLUS ULTRA ver.（2020年7月17日 - 26日、TOKYO DOME CITY HALL）→公演延期
  - 本物の英雄（ヒーロー） PLUS ULTRA ver.（2021年12月3日 - 12日、TOKYO DOME CITY HALL / 12月24日 - 26日、京都劇場）
  - 平和の象徴（2022年4月9日 - 10日、KAAT神奈川芸術劇場ホール / 4月22日 - 24日、メルパルクホール大阪 / 4月29日 - 5月8日、TOKYO DOME CITY HALL）
- ドラマティック・レビュー「うたかたのオペラ」（2022年1月13日 - 23日、六行会ホール） - 正吉 役[21]
- 「Dr.STONE」THE STAGE～SCIENCE WORLD～ - あさぎりゲン 役
  - 初演（2022年7月9日 - 18日、サンシャイン劇場/ 7月21日-24日、AiiA 2.5 Theater Kobe）[22] →7月14日以降全公演中止
  - 再演（2023年9月2日 - 10日、品川プリンスホテル ステラボール / 9月15日 - 18日、AiiA 2.5 Theater Kobe）[23]
- Action Stage「エリオスライジングヒーローズ」 - シン 役[24]
  - Action Stage「エリオスライジングヒーローズ」（2022年12月8日 - 18日、シアター1010 / 12月23日 - 25日、ロームシアター京都 サウスホール）
  - Action Stage「エリオスライジングヒーローズ」THE WEST（2024年3月7日 - 16日、シアター1010 / 3月23日・24日、京都劇場）[25]
  - Action Stage「エリオスライジングヒーローズ」-THE NORTH-（2025年1月11日 - 19日、品川プリンスホテル ステラボール / 1月25日・26日、森ノ宮ピロティホール）[26]
  - Action Stage「エリオスライジングヒーローズ」-SUMMER FESTIAL-（2025年8月7日 - 17日、シアターH / 8月23日・24日、SkyシアターMBS）[27]
- 新ミュージカル『スタミュ』- 楪=クリスチアン=リオン 役
  - 新ミュージカル『スタミュ』（2024年1月19日 - 28日、品川プリンスホテル ステラボール / 2月3日 - 4日、京都劇場）
  - 新ミュージカル『スタミュ』-2ndシーズン-（2025年3月1日 - 9日、シアターH / 3月15日・16日、COOL JAPAN PARK OSAKA WWホール）[28]
  - 新ミュージカル『スタミュ』スピンオフ『MIRACLE REVUE』（2025年9月27日 - 10月5日〈予定〉、天王洲 銀河劇場 / 10月12日・13日〈予定〉、サンケイホールブリーゼ）[29]
- 舞台『野球天王洲 銀河劇場』飛行機雲のホームラン 〜Homerun of Contrail（2024年6月22日 - 30日、天王洲 銀河劇場 / 7月6日 - 7日、サンケイホールブリーゼ） - 堂上秋之 役[30][31]
- ミュージカル『夜明けにコーヒーを』(2025年4月10日 - 11日、ムーブ町屋 / 4月17日 - 18日、成城ホール / 4月22日 - 25日、草月ホール)  - 音楽家 役[32]
- Reading Musical『FELICIDAD 幸せ』(2025年7月1日-6日、シアター・アルファ東京) - 青年 役[33]

### 個人イベント
- 大隅会 "絶対に負けられない戦いが、そこにはある というわけでもない"（2018年2月27日、渋谷 7th FLOOR）
- 大隅勇太 誕生祭「大隅会2」（2019年2月27日）
- 大隅会3（2020年8月1日）
- OSUMI KITCHEN menu.1 (2023年10月14日、359_ACE.LOUNGE. 四谷)
- 大隅勇太2024年度カレンダー手渡し会 (2023年12月3日)
- 安井一真×大隅勇太 2024年度カレンダー発売記念イベント in X‘mas eve（2023年12月24日）
- YUTA OSUMI 29th BIRTHDAY EVENT(2024年2月23日、ブルースクエア四谷)[34]
- YUTA OSUMI× KAZUMA YASUI  SPECIAL BIRTHDAY EVENT(2024年2月25日)[35]
- Yuta Osumi FANMEETING 2024(2024年8月31日、MsmileBOX渋谷)[36]

### イベント
- 井澤巧麻TALK&LIVE《HOME》Vol.4〜Birthday Special〜 (2023年4月23日、KIWA TENNOZ) - 第2部ゲスト
- Animate Girils Festival 2023 青山オペレッタスペシャルステージ(2023年12月3日、サンシャインシティ 噴水広場) - 櫻井ノエ 役

### 広告
- 札幌専門学校・大学・学校法人　吉田学園CM（2014年2月）[37]

### ラジオ
- 「ラジオペ！～こちら青山オペレッタ広報部～」放送開始記念 特別番組（2020年10月3日、ABCラジオ）[38]
- ラジオペ！～こちら青山オペレッタ広報部～（2020年10月10日 - 、ABCラジオ）[38]
- 浦井健治のDressing Room（2021年8月5日,8月12日,8月26日、ニッポン放送）[39]

### Web
- 青山オペレッタ ビジュアルボイスドラマ（2020年-、YouTube） - 櫻井ノエ 役[38]

## ディスコグラフィ
シングル
- 「lalala」（2020年9月29日）[40]

- 「igba」（2020年11月27日）[41]
- 「日の出」(2023年4月7日)[42]
- 「スウィート・サマータイム」(2023年8月3日)[43][44]

XOXでの活動は該当記事参照